# Cserei Mihály (író, 1667–1756)

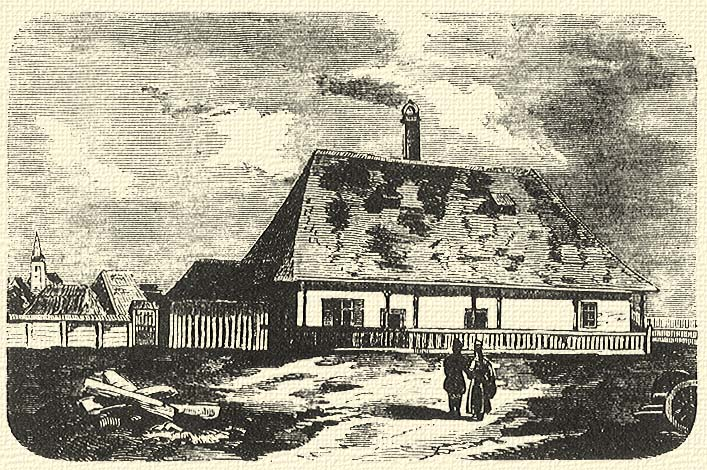
Cserei Mihály csíkrákosi szülőháza az 1860-as években

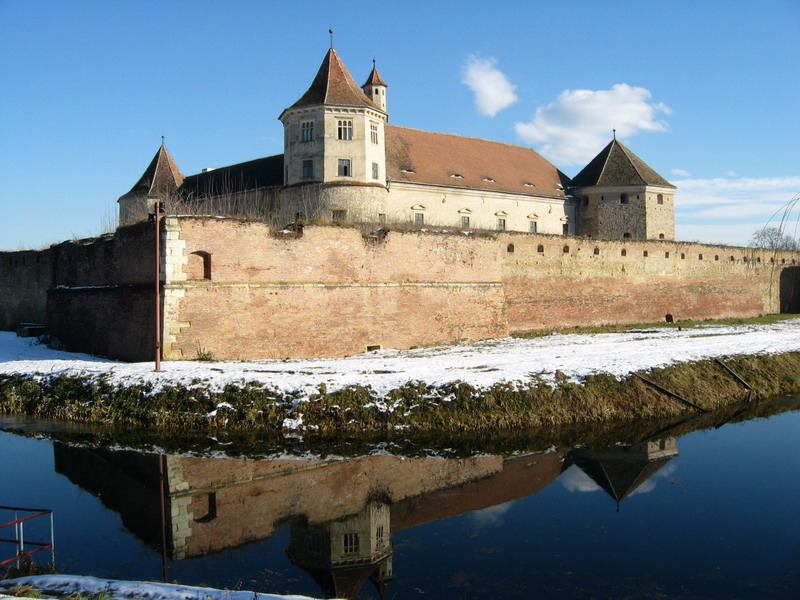
A fogarasi vár, Cserei gyermekkorának helyszíne

Nagyajtai és miklósvárszéki Cserei Mihály (Csíkrákos, 1667. október 21. – Nagyajta, 1756. április 22.) magyar nyelvű erdélyi emlékíró, a magyar barokk irodalom jelentős alakja.

## Élete
Apja, nagyajtai és miklósvárszéki Cserei János református, anyja, kászoni Cserei Judit katolikus vallású volt, gyermeküket reformátusnak keresztelték. A szülők, a névazosság látszata ellenére, nem voltak ronok. Kora gyermekkorát a fogarasi várban töltötte, ahol édesapja kapitány volt. Béldi Pál kegyvesztése után, 1678-ban apját is börtönbe vetették és hat éven át raboskodott. Cserei 1678 és 85 között a székelyudvarhelyi kollégiumban tanult. 1685–86-ban apródként Teleki Mihály kancellár mellett szolgált. 1690-ben a császári–erdélyi oldalon részt vett a zernyesti csatában, ahonnan nagy szerencsével menekült meg. Erről írt beszámolója Históriája legelevenebb lapjai közé tartozik. Átállt Thököly oldalára és részt vett Thököly fejedelmi beiktatásán Keresztényszigeten. A császári csapatok ellentámadása után Thököly híveivel két és fél hónapig Havasalföldön bujdosott, majd visszatért és beállt Veterani seregébe. 1692-től Apor István személyi titkára volt. 1697-ben feleségül vette a tizenhárom éves Kún Ilonát. 1703-ban a kurucok elől Görgény várába húzódott, és súlyos betegen vészelte át a vár első ostromát. A zsibói csata után, 1705-ben a kurucokhoz csatlakozott, de a következő évben visszatért a császár pártjára. Ismét a kurucok elől költözött 1706-ban Brassóba, ahol rövid megszakításokkal 1711-ig élt. Felesége halála után, 1720-ban Széki Zsuzsannával kötött házasságot. Élete utolsó évtizedeit Nagyajtán töltötte.

## Históriája

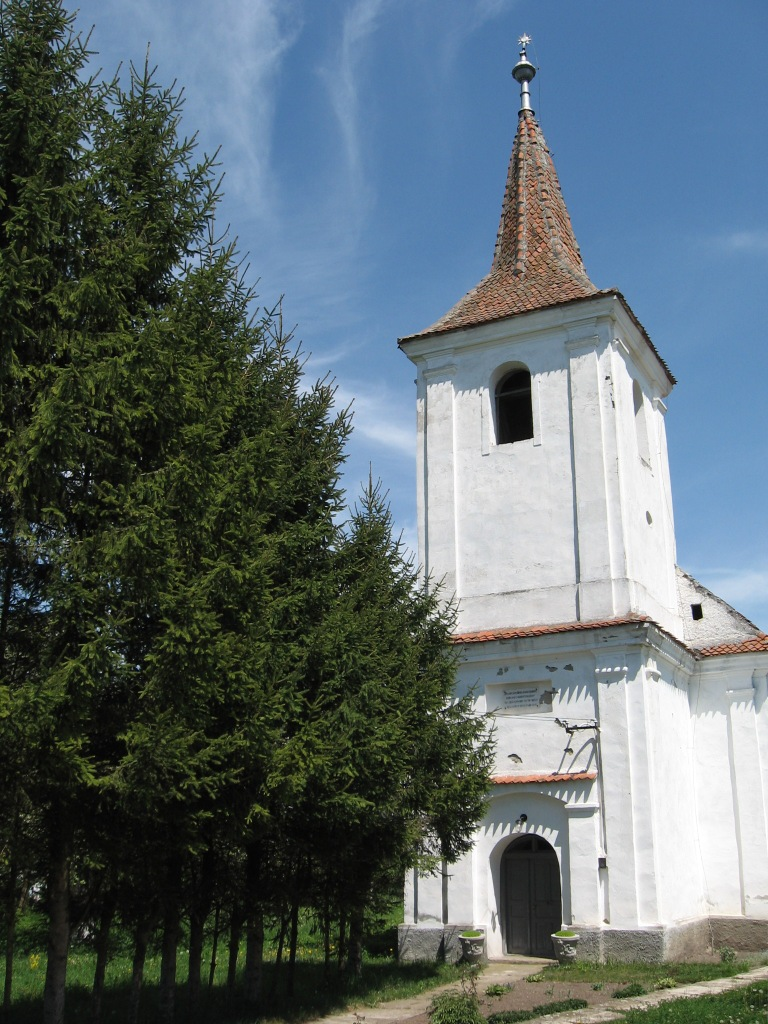
A nagyajtai református templom

Főműve Históriája, amelyet 1709 és 12 között írt Brassóban. A korábbi évekről szóló, jóval hosszabb rész nagyjából kronologikusan haladó emlékirat, bár az időrend többször felborul benne. (Az eredeti szöveg nincsen évek szerint fejezetekre osztva.) Az utolsó évekről Cserei naplószerűen számol be. Az egyes éveken belül felváltva ír a világpolitikáról (főként a háborúkról), a magyarországi, az erdélyi eseményekről, intrikákról, saját életéről és a különböző természeti katasztrófákról. A külföldi események leírásánál újságokra támaszkodik és sok legendának is hitelt ad. A Wesselényi-összeesküvésről írván beiktatja Zrínyi Péter fiktív kegyelmi kérvényét I. Lipóthoz. A fordulópontokat regényesen, gyakran párbeszédekkel színesítve jeleníti meg akkor is, ha nyilvánvaló, hogy az előadottak történeti hitele csekély. Főként ezen epizódokban mutatkozik meg szépírói tehetsége. Néhány barokk körmondatát leszámítva stílusa ma is élő.
Művének szereplőihez többnyire elemzően viszonyul. Kivétel Teleki Mihály és a jezsuiták, akiket gátlástalan cselszövőkként ábrázol, valamint Béldi Pál és Veterani, akikkel feltétel nélkül szimpatizál. Gyakran hangot ad politikai elfogultságainak is, de ellen- és rokonszenve sohasem korlátlan. Hazájának Erdélyt tartja és több ízben óva inti olvasóit a magyarországi urakkal való szövetségtől. Ugyanakkor az erdélyi rendekkel szemben is kritikus, akik érvelése szerint például maguk szegték meg a Diploma Leopoldinumot. Több passzusa pedig nyilvánvalóan szolidáris a magyarországiak iránt. A kurucokat sokat gyalázza (részben személyes okokból, ugyanis kifosztották birtokait), de nem híve fenntartások nélkül a Habsburg-szövetségnek sem, és keserűen ír az Erdélybe beszállásolt császári katonaság okozta veszteségekről. Bár a török orientációt már nem tartja időszerűnek, de hazája aranykorának a Török Birodalomtól való függés időszakát tartja, amelyet az erdélyiek szerinte nem becsültek meg kellőképpen. Hasonló viszonylagos függetlenséget remél Erdélynek a Habsburgok oldalán, és alkalmas kompromisszumnak véli a Diploma Leopoldinumban biztosított jogokat. Elméletben egyetért a magyar nemesség törekvésével is a nagyobb politikai önállóságért, és a kuruc mozgalmat részben azért kritizálja, mert reménytelennek ítéli.
A mű hallatlan népszerűségre tett szert, kézirata a 18. század második felében, Benkő József közlése szerint három-négyszáz másolatban keringhetett közkézen. Először Kazinczy Gábor adta közre a Magyar Tudományos Akadémia homoródszentmártoni Gedó Józseftől származó példánya alapján, 1852-ben. Gazdag jegyzetanyaggal ellátott 1983-as, Európa Kiadó általi kiadását Bánkúti Imre gondozta.

## Egyéb művei
A Histórián kívül többek között megírta családja történetét és írt alkalmi versezeteket. Apor Péter Metamorphosis Transylvaniae-jához fűzött megjegyzéseit először Kazinczy Gábor adta ki, többi munkája kéziratban maradt.

## Kiadások
- Nagyajtai Cserei Mihály Historiája. A szerző eredeti kéziratából Kazinczy Gábor által. Pest, 1852 (Ujabb Nemzeti Könyvtár I.)  PDF
- Nagyajtai Cserei Mihály históriája. A szerző eredeti kéziratából Kazinczy Gábor által; Emich Ny., Pest, 1852 (Újabb nemzeti könyvtár)
- Erdély históriája, 1661–1711; sajtó alá rend., bev., jegyz. Bánkúti Imre; Európa, Budapest, 1983 (Bibliotheca historica)
- Erdély históriája; vál., bev., jegyz. Pap Ferenc; Kriterion, Kolozsvár, 2005 (Téka)